# As-Samha
As-Samha (arab. السمحة) – wieś w Syrii, w muhafazie Aleppo, w dystrykcie Afrin. W 2004 roku liczyła 356 mieszkańców.